# KV19
KV19, acrònim de l'anglès King's Valley, és una tomba egípcia de l'anomenada Vall dels Reis, situada a la riba oest del riu Nil, a l'altura de la moderna ciutat de Luxor. Tot i que fou l'obra fou iniciada per Ramsès IX el sepulcre fou usat pel seu fill, el príncep Mentuherjepeshef.